# Liolaemus nigromaculatus
Liolaemus nigromaculatus — вид ігуаноподібних ящірок родини Liolaemidae. Ендемік Чилі.

## Поширення і екологія
Liolaemus nigromaculatus мешкають в пустелі Атакама на території чилійських регіонів Атакама і Антофагаста. Вони живуть в піщаних пустелях і заростях чилійського маторралю. Зустрічаються на висоті до 250 м над рівнем моря. Живляться комахами, відкладають яйця.